# Teppei Natori
Teppei Natori (en japonés: 名取鉄平, Tokio, Japón; 11 de septiembre de 2000) es un piloto de automovilismo japonés. Actualmente corre en el Super GT.

## Carrera
Natori hizo su debut en el automovilismo en 2017 cuando participó en dos fines de semana de carreras del Campeonato Japonés de Fórmula 4 para el equipo Buzz International. En el Suzuka International Racing Course, el segundo de estos fines de semana, logró su mejor resultado con un sexto lugar en la segunda carrera. Aunque no corrió todas las carreras, terminó 14º con 14 puntos en el campeonato como el mejor piloto para ejecutar un programa de medio tiempo en la clase.
En 2018, Natori hizo su debut a tiempo completo en la Fórmula 4 japonesa para el equipo Honda Formula Dream Project. Ganó tres carreras en el Circuito Internacional de Okayama, el Sportsland SUGO y el Twin Ring Motegi. Con 231 puntos, terminó segundo detrás de su compañero de equipo Yuki Tsunoda en el campeonato en una batalla que se decidió en la última carrera de la temporada.
En 2019, Natori hace su debut en la Fórmula 3 en el nuevo Campeonato de Fórmula 3 de la FIA, donde juega para el equipo Carlin Buzz Racing.

## Resumen de carrera
| Temporada | Categoría                            | Equipo                      | Carreras     | Victorias    | Poles        | VR           | Podios       | Puntos       | Pos.         |
| --------- | ------------------------------------ | --------------------------- | ------------ | ------------ | ------------ | ------------ | ------------ | ------------ | ------------ |
| 2017      | Campeonato de Japón de Fórmula 4     | Buzz International          | 4            | 0            | 0            | 0            | 0            | 14           | 13.º         |
| 2018      | Campeonato de Japón de Fórmula 4     | Honda Formula Dream Project | 14           | 4            | 4            | 1            | 11           | 231          | 2.º          |
| 2019      | Campeonato de Fórmula 3 de la FIA    | Carlin Buzz Racing          | 16           | 0            | 0            | 0            | 0            | 1            | 24.º         |
| 2019      | Eurofórmula Open                     | Carlin                      | 13           | 1            | 2            | 1            | 3            | 115          | 6.º          |
| 2019      | Eurofórmula Open - Serie de invierno | Carlin                      | 2            | 0            | 0            | 0            | 2            | 30           | 3.º          |
| 2020      | Super Fórmula Lights                 | Toda Racing                 | 17           | 0            | 1            | 0            | 6            | 54           | 4.º          |
| 2020      | Campeonato de Super Fórmula Japonesa | Buzz Racing with B-MAX      | 1            | 0            | 0            | 0            | 0            | 0            | NC           |
| 2021      | Super Fórmula Lights                 | B-Max Racing Team           | 17           | 6            | 6            | 5            | 11           | 109          | 1.º          |
| 2021      | Super GT Japonés - GT300             | Team UpGarage               | 8            | 0            | 1            | 0            | 0            | 4            | 25.º         |
| 2022      | Super GT Japonés - GT300             | Tomei Sports                | 1            | 0            | 0            | 0            | 0            | 1            | 36.º         |
| 2022      | Super Taikyu - ST-Q                  | Max Racing                  | ?            | ?            | ?            | ?            | ?            | ?            | ?            |
| 2022      | Super Taikyu - ST-3                  | Team ZeroOne                | 6            | 0            | 0            | 0            | 2            | 49           | 5.º          |
| 2023      | Super GT Japonés - GT300             | Kondō Racing                | 8            | 1            | 1            | 0            | 1            | 50           | 3.º          |
| 2023      | Super Taikyu - ST-Z                  | Team ZeroOne                | 6            | 0            | 1            | 1            | 3            | 77.5         | 4.º          |
| 2024      | Super GT Japonés - GT500             | Kondō Racing                | 8            | 0            | 1            | 1            | 0            | 8            | 14.º         |
| 2024      | Super Taikyu - ST-Z                  | Team ZeroOne                | ?            | ?            | ?            | ?            | ?            | ?            | ?            |
| 2025      | Super GT Japonés - GT500             | Kondō Racing                | Disputándose | Disputándose | Disputándose | Disputándose | Disputándose | Disputándose | Disputándose |
| 2025      | Super Taikyu - ST-Z                  | Team ZeroOne                | Disputándose | Disputándose | Disputándose | Disputándose | Disputándose | Disputándose | Disputándose |
| Fuente:   |                                      |                             |              |              |              |              |              |              |              |

## Resultados

### Campeonato de Fórmula 3 de la FIA
(Clave) (negrita indica pole position) (cursiva indica vuelta rápida puntuable)

| Año  | Escudería          | 1   | 1   | 2   | 2   | 3   | 3   | 4   | 4   | 5   | 5   | 6   | 6   | 7   | 7   | 8   | 8   | Pos. | Puntos | Ref.  |
| ---- | ------------------ | --- | --- | --- | --- | --- | --- | --- | --- | --- | --- | --- | --- | --- | --- | --- | --- | ---- | ------ | ----- |
| 2019 | Carlin Buzz Racing | BAR | BAR | LEC | LEC | SPI | SPI | SIL | SIL | BUD | BUD | SPA | SPA | MNZ | MNZ | SOC | SOC | 24.º | 1      | [ 2 ] |
| 2019 | Carlin Buzz Racing | 24  | 15  | Ret | Ret | Ret | 23  | 25  | 16  | 20  | Ret | 11  | 8   | 11  | 29† | 20  | 19  | 24.º | 1      | [ 2 ] |

### Campeonato de Super Fórmula Japonesa
(Clave) (negrita indica pole position) (cursiva indica vuelta rápida)

| Año  | Escudería              | 1   | 2   | 3   | 4   | 5    | 6    | 7   | Pos. | Puntos | Ref.  |
| ---- | ---------------------- | --- | --- | --- | --- | ---- | ---- | --- | ---- | ------ | ----- |
| 2020 | Buzz Racing with B-MAX | MOT | OKA | SUG | AUT | SUZ1 | SUZ2 | FUJ | NC   | 0      | [ 3 ] |
| 2020 | Buzz Racing with B-MAX | DNS |     |     |     |      |      |     | NC   | 0      | [ 3 ] |